# Limnohelina nigripes
Limnohelina nigripes är en tvåvingeart som beskrevs av Malloch 1930. Limnohelina nigripes ingår i släktet Limnohelina och familjen husflugor. Inga underarter finns listade i Catalogue of Life.